# Mont Coupet
Pour les articles homonymes, voir Coupet.
Le mont Coupet est un sommet d'origine volcanique culminant à 801 m d'altitude dans le département français de la Haute-Loire. L'âge du volcan, déterminé par analogie avec les formations de la feuille de Massiac, se situerait entre 419 à 340 millions d'années.

## Géographie

### Situation
Le mont Coupet est situé dans le Massif central, sur la commune de Mazeyrat-d'Allier, à proximité des lieux-dits de Saint-Eble, Crispinhac et Rassac.

### Géologie
La carrière offre une vue sur les structures internes du volcan grâce à une coupe, ce qui permet de comprendre l'évolution de l'éruption : d'abord, la formation de l'ouverture dans un talweg, déclenchant une éruption phréatomagmatique, suivie de la construction du cône de scories final.
Le socle est constitué de gneiss migmatitiques de l’unité supérieure. L'intérieur du cône volcanique a été complètement rempli par l'eau douce, et les couches de pouzzolane ont subi une transformation argileuse.
Des quantités significatives de péridotites, de saphirs et de zircons ont été acheminées par le magma lors de sa montée. Cependant, toutes les gemmes extraites ne sont exposées qu'au musée Crozatier.

### Faune et flore
Un dépôt de faune villafranchienne datant d'environ 1,92 million d'années a été mis au jour.
Des zones de pelouses sèches et de lisières, majoritairement utilisées pour le pâturage, sont présentes, accompagnées de forêts de pins et de chênaies-frênaies qui prédominent sur les points culminants. On peut y trouver des espèces exceptionnelles, dont la Gentiane croisette. L'Azuré de la croisette, une espèce de papillon protégée au niveau national, habite les versants du volcan.

## Protection environnementale
Le mont est inscrit en tant que zone naturelle d'intérêt écologique, faunistique et floristique (ZNIEFF de type 1) avec un superficie de 278,17 hectares. Par ailleurs, le site « Complexe volcanique du Mont Coupet » est inscrit à l'inventaire national du patrimoine géologique.